# Chico Rodrigues
Francisco de Assis Rodrigues GOMM (Recife, 23 de abril de 1951), conhecido como Chico Rodrigues, é um engenheiro agrônomo, empresário e político brasileiro, filiado ao Partido Socialista Brasileiro (PSB). Atualmente, é senador por Roraima. Pelo estado, já foi governador e deputado federal por cinco mandatos, além de vereador da capital Boa Vista. Chico é conhecido por um escândalo nacional, quando foi encontrado com dinheiro em suas roupas íntimas, mas que ainda passa por investigação. 

## Dados biográficos

### Formação profissional
Filho de Sebastião Rodrigues Silva e Eugênia Andrade Silva. Engenheiro Agrônomo formado pela Universidade Federal Rural de Pernambuco em 1975, é especialista em desenvolvimento rural e urbano pela Universidade Católica de Pernambuco e pela Organização dos Estados Americanos, fez o curso de Descentralização Política e Federalismo em Berlim e Dresden, Alemanha. Extensionista da Empresa de Assistência Técnica e Extensão Rural (EMATER) no Mato Grosso do Sul e em Pernambuco fez cursos de Política de Desenvolvimento Rural, em Petrolina e de extensão rural no Recife. Durante o governo Marco Maciel foi coordenador estadual do Projeto Sertanejo e diretor-técnico da Companhia de Sementes e Mudas de Pernambuco.
Após migrar para Roraima foi Secretário de Agricultura no governo de Arídio Martins de Magalhães (1983-1985) além de diretor da Escola Agrotécnica de Roraima e coordenador estadual da Comissão de Planejamento Agrícola. Filiado ao PMDB foi eleito vereador em Boa Vista em 1988 migrando para o PTB no ano seguinte. Eleito deputado federal em 1990, votou a favor do impeachment do presidente Fernando Collor em 29 de setembro de 1992. Reeleito em 1994 migrou sucessivamente para o PPB e para o PFL antes de retornar ao PTB, legenda pela qual se reelegeu em 1998 e da qual sairia para voltar ao PFL por onde conquistaria novos mandatos em 2002 e 2006. Em 2001, Rodrigues foi condecorado com a Ordem do Mérito Militar no grau de Grande-Oficial especial pelo presidente Fernando Henrique Cardoso.
Com o surgimento do DEM em 28 de março de 2007 foi seu vice-líder na Câmara dos Deputados e por esta legenda foi eleito vice-governador de Roraima na chapa de José de Anchieta Júnior em 2010 renunciando ao seu mandato parlamentar poucas horas antes da posse no executivo. Com a renúncia do titular assumiu o governo do estado pelo PSB.
Disputou as eleições de 2014 e foi derrotado no 2º turno. Após a derrota, teve seu mandato cassado por decisão do Tribunal Regional Eleitoral de Roraima no dia 1º de dezembro, por causa de gastos irregulares da chapa da qual era vice na eleição de 2010. Em seu lugar, no dia seguinte, tomou posse o presidente da Assembleia Legislativa de Roraima, Chico Guerra (PROS).
No dia 29 de setembro de 2015, Chico Rodrigues se filiou ao PSDB. A solenidade de filiação foi acompanhada pelo presidente do PSDB nacional, Aécio Neves e pelo ex-governador de Roraima, José de Anchieta Júnior.
De volta ao DEM, foi eleito Senador no estado de Roraima, nas Eleições Gerais de 2018, no dia 07 de outubro de 2018, com 111.318 votos, o equivalente a 22,75% dos votos válidos, assumindo o cargo a partir do dia 1º de fevereiro de 2019. Logo após a eleição, em março, se tornou vice-líder do governo Bolsonaro por indicação do próprio presidente.
No dia 31 de janeiro de 2023, Chico Rodrigues se filiou novamente ao PSB.

### Controvérsias
Durante uma operação de busca e apreensão em outubro de 2020, policiais federais encontram dinheiro entre as nádegas do senador. Após isso o senador pediu para sair do cargo de vice-líder do governo no Senado. Em decorrência desse acontecimento o ministro do Supremo Tribunal Federal Luís Roberto Barroso determinou o afastamento de seu cargo de Senador por 90 dias.

### STF decide não prorrogar seu afastamento
Após 121 dias afastado do cargo, o ministro do Supremo Tribunal Federal Luís Roberto Barroso decidiu no dia 17 de fevereiro de 2021, não prorrogar o afastamento do senador Chico Rodrigues (DEM-RR) do cargo. No entanto, Barroso decidiu que o parlamentar deve manter-se afastado da comissão que discute a destinação de verbas para o enfrentamento da pandemia de covid-19.
Na decisão, Barroso entendeu que não há indícios de que o senador possa atrapalhar as investigações. Contudo, o parlamentar continua impedido de manter qualquer tipo de contato com os demais investigados.
“Por essas razões, reputo desnecessário, por ora, restabelecer a medida cautelar de afastamento do investigado do exercício do mandato eletivo, sem prejuízo de revisão de tal decisão, caso sobrevenha notícia de alguma irregularidade”, decidiu o ministro.